# Nederlands kampioenschap schaatsen allround 1901
Het Nederlands kampioenschap schaatsen allround voor mannen 1901 werd op 8 januari 1901 verreden op de Groote Wielen nabij Leeuwarden.
Er waren twintig officiële inschrijvingen waarvan er zeven aan de start verschenen. Dit eerste door de KNSB erkende kampioenschap werd gereden gedurende de viering ter gelegenheid van het vijftigjarig bestaan van de Leeuwarder "Vereeniging De IJsclub". Er werd een ijsfeest gehouden op 6, 7 en 8 januari 1901. De "Wedstrijd van amateurs op de lange baan, onder leiding van den Nederlandschen Schaatsenrijdersbond, om het Kampioenschap van Nederland" waren daar een onderdeel van. Eeko Banning werd de eerste officiële Nederlands kampioen allround, door alle drie de afstanden te winnen.

## Klassement
| #      | Naam                | Punten | 500m     | 5000m       | 1500m      |
| ------ | ------------------- | ------ | -------- | ----------- | ---------- |
| Goud   | Eeko Banning        | 3      | 53,2 (1) | 10.55,0 (1) | 3.01,8 (1) |
| Zilver | Sytze Bouma         | 7      | 57,6 (3) | 11.33,0 (2) | 3.09,6 (2) |
| NC     | Arend Bouma         | -      | 55,6 (2) | - (NF)      | 3.10,0 (3) |
| NC     | Sietse van de Waard | -      |          | 11.45,0 (3) |            |
| NC     | Teunis ter Molen    | -      |          | 12.03,8 (4) |            |
| NC     | Delftenaar          | -      |          | 12.19,6 (5) |            |
| NC     | W. Kootstra         | -      |          | 13.10,0 (6) |            |

NF = niet gefinisht, NC = niet gekwalificeerd 